# Kampanjski ščit Holm
Kampanjski ščit Holm (nemško Cholmschild) je bilo kampanjsko vojaško odlikovanje tretjega rajha.

## Ozadje ustanovitve odlikovanja
Ščit je bil ustanovljen 1. julija 1942, namenjen pa je bil pripadnikom Wehrmachta, ki so branili obkoljen žep okoli sovjetskega mesta Holm ob reki Lovat v območju Kalinin. Mesto so pozimi 1941/42 po veliki protiofenzivi obkolile enote Rdeče armade in v njem obkolile nekaj tisoč pripadnikov Wehrmachta pod poveljstvom generalmajorja Theodorja Schererja. Ta je od Hitlerja dobil ukaz, da mora mesto braniti do poslednjega moža. Nemške enote so tako v obroču vzdržale od 21. januarja do 5. maja 1942. Za zasluge je Scherer prejel hrastove liste k Viteškemu križu železnega križca, sam pa je kasneje podelil kampanjski ščit Holm 5.500 preživelim pripadnikom Wehrmachta in Luftwaffe.

## Oblika in materiali
Ščit je v prvotni obliki oblikoval Polizei Rottwachtmeister Schlimmer, popravil in dodelal pa ga je znani oblikovalec nemških odlikovanj, profesor Klein iz Münchna.
Ščit je imel obliko srednjeveškega bojnega ščita bil pa je visok 65 in širok 40 mm in pritrjen na podlago iz blaga. Na sredini ščita je bil relief orla, ki je gledal na levo, v kremplih pa je držal železni križec. Pod križcem je bilo v velikimi tiskanimi črkami napisano CHOLM, pod tem napisom pa je bila letnica 1942. Ščit je bil izdelan iz različnih kovin, odvisno od serije. Prve serije so bile izdelane iz lahke zlitine in pritrjene na večji ovalni kos blaga, kasnejši ščiti pa so bili izdelani iz nemagnetnega cinka in pritrjeni na blago enake oblike kot je bil ščit. Prvi primerki so bili pritrjeni na blago dimenzij 102 x 62 mm, kasnejši pa na kose, velike 78 x 54 mm. Ščiti so bili na blago pritrjeni s pomočjo treh kovinskih zavihkov, na zadnji strani pa je bil kos tršega papirja velikosti ščita.
Obstaja veliko ohranjenih primerkov na podlagi iz sivega blaga, ki so bili podeljeni pripadnikom Wehrmachta, redkejši pa so ščiti na podlagi iz modrega blaga uniform Luftwaffe. Možno je tudi, da so obstajali ščiti na podlagi iz mornariško modrega blaga, ki so se morda podelili kateremu od pripadnikov Kriegsmarine, ki je občasno po reki Lovat oskrbovala holmski žep .
Odlikovanje se je nosilo na levem rokavu uniforme, pod oznako pripadnosti rodu vojske, za nošenje na civilni obleki pa so obstajale miniaturne značke ščita, ki jih je nosilec lahko kupil na podlagi dokumenta o podelitvi ščita. Leta 1957 je bila izdana denacificirana različica odlikovanja za vojne veterane, ki je imela spremenjeno glavo orla in odstranjeno svastiko z železnega križca.
Poleg odlikovanja je vsak prejemnik dobil pisno potrdilo velikosti A5 (136 X 201 mm) z imenom in priimkom, enoto v kateri je služil in faksimiliranim podpisom generalmajorja Schererja.